# Piperaceae
Piperaceae reprezintă o familie de plante din care face parte piperul.